# Agadé
Acadia, Acad o Agadé fue una ciudad del norte de la Mesopotamia inferior, en la zona llamada posteriormente como Acadia, entre Asiria al norte y Sumeria en el sur. Es la única gran ciudad real mesopotámica cuyo emplazamiento todavía permanece sin identificar, si bien se ha supuesto como posible situación la confluencia de los ríos Diyala y Tigris, entre las afueras del actual Bagdad y la actual Samarra.
La ciudad fue fundada por Sargón de Acadia hacia el año 2335 a. C., posiblemente tras un enfrentamiento con el rey de Kish, al que servía hasta entonces. Agadé fue origen para las grandes conquistas de Sargón que culminaron en el llamado Imperio acadio, del cual Agadé sería su capital durante los 150 años que duró.

## Origen del Nombre

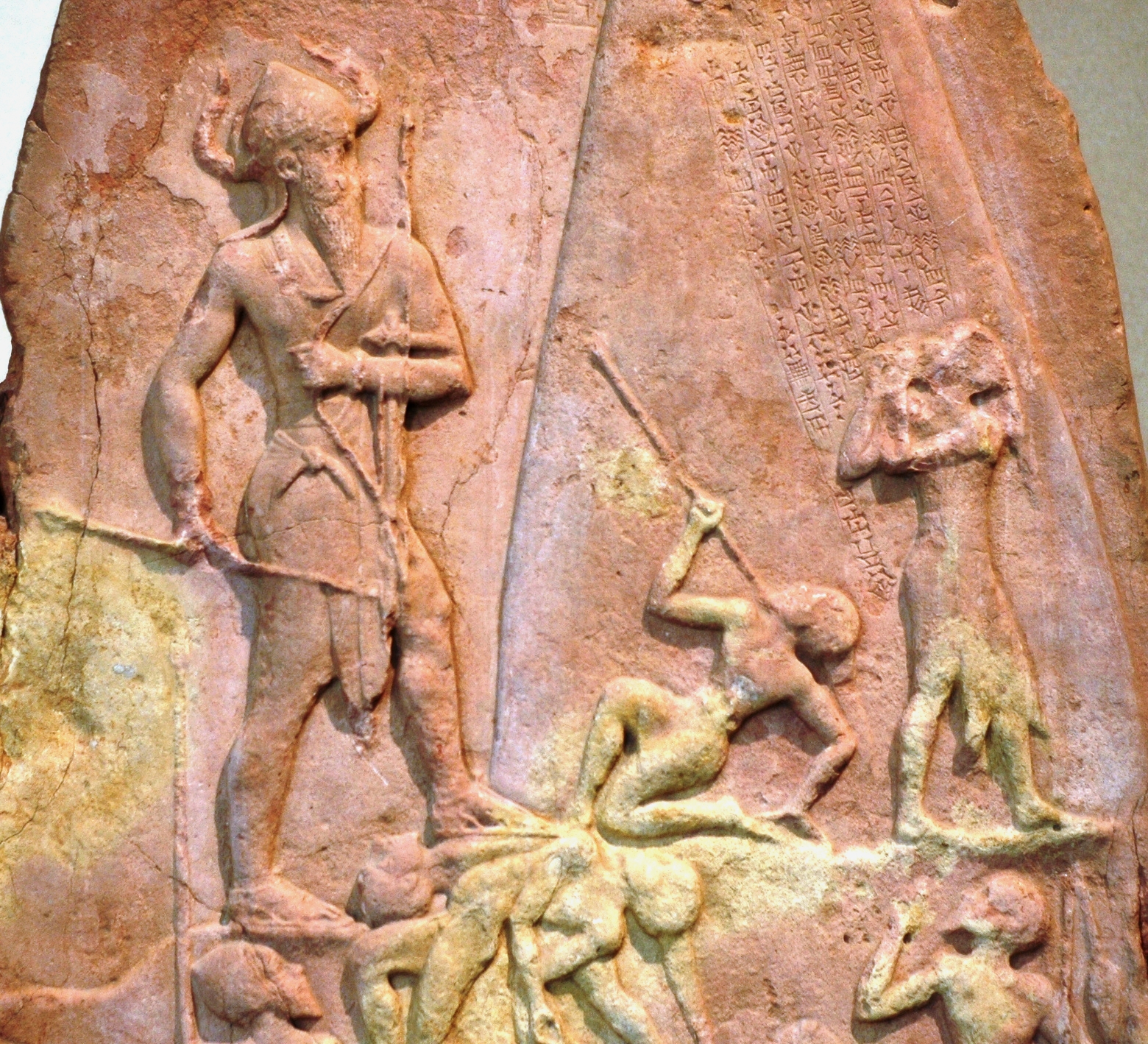
Estela de Naram-Sin, rey de Acadia, celebrando su victoria contra los Lullubi de los montes Zagros.

El nombre Agadé proviene probablemente de la lengua sumeria, apareciendo por ejemplo en la Lista Real Sumeria. La posterior forma Asiro-babilonia Acadû (de o perteneciente a Acadia) derivó probablemente del término sumerio. La forma griega reflejada en la Biblia de los Setenta era Archad. 
Es posible que el nombre provenga del sumerio AGA.DÈ, cuyo significado es Corona de fuego en alusión a Ishtar, la diosa brillante, cuyo culto ha sido observado en las primeras etapas de Agadé. Siglos después, el rey neobabilónico menciona en sus memorias arqueológicas que el culto a Isthar en Agadé fue sustituido posteriormente por el de la diosa Anunit (la equivalente semita de Ishtar), cuyo templo principal estaba en Sippar (no confundir con la Sippar cuyo dios principal era Shamash). Esto sugiere una posible proximidad entre Sippar y Agadé, lo cual vendría a apoyar la hipótesis de que Agadé se encontraba situada justo en la orilla opuesta del Éufrates de la ciudad de Sippar.

## Historia
Durante el Imperio Acadio Agadé se convirtió en una floreciente capital que vivía de los intensos intercambios comerciales y de las fortunas que provenían de todas partes del imperio. Así en la llamada maldición de Agadé se cuenta como gracias a la intervención de Inanna (la Ishtar de los babilonios) la ciudad rebosaba de comerciantes, extranjeros y animales exóticos; los ciudadanos celebraban numerosas comidas en las que se degustaban grandes manjares; los metales y minerales preciosos abundaban y el puerto bullía de actividad. Este modelo de capital fue el que se repitió en los posteriores imperios mesopotámicos, pero fuera de este contexto una ciudad así no era sostenible, al carecer de la infraestructura agrícola necesaria para ser autosuficiente.
Hacia el 2260 a. C., Naram-Sin, cuarto sucesor de Sargón y nieto suyo, llegó al trono del imperio acadio. Tras enfrentarse a numerosos rebeldes el rey se deidificó, construyéndose un templo en Agadé. La ciudad, que a diferencia de otras muchas de Mesopotamia no podía presentarse como  lugar ancestral de culto, se hizo así sagrada con la dedicación al nuevo monarca-dios.
Al margen de esto, el reinado de Naram-Sin estuvo marcado por las constantes rebeliones que, tras la muerte del monarca, rebasaron la capacidad del imperio. Hacia el siglo XXII a. C., con el reinado de Sharkalisharri, las ciudades sumerias y las regiones periféricas se independizaron. El imperio quedó reducido a las tierras próximas a Agadé. La lista Real Sumeria menciona seis reinados posteriores al de Sharkalisharri que se prolongaron durante 50 años más, tras los cuales hace referencia a la caída de la ciudad ante los nómadas gutis. La llegada de los gutis está comprobada arqueológicamente y es posible que se extendiesen por toda la región del norte de Mesopotamia.
Se sabe que Agadé sobrevivió a la conquista de los nómadas, ya que sigue siendo mencionada en los textos posteriores hasta más o menos el I milenio a. C. Sin embargo, nunca recuperaría una posición dominante en Mesopotamia.

## Mitología
Una leyenda sumeria, la misma maldición de Agadé que alababa sus riquezas, canta la caída de la ciudad ante los nómadas. Según este texto, el dios Enlil está descontento con la ciudad y obliga a los demás dioses a retirarse de ella. Según se van retirando, la ciudad pierde las virtudes que estos le daban: sabiduría, consejo y las insignias reales como la corona y el trono. Naram-sin, advertido a través de un sueño, cae en una profunda tristeza. Decide esperar a que los dioses cambién de parecer y, cuando siete años después un oráculo le confirma que no ha sido así, cae en la desesperación. Decide forzar a Enlil dirigiendo su ejército a su templo, el cual ataca su estructura hasta derribarlo. Los soldados desvalijan las riquezas del edificio y queman las vasijas sagradas. El dios Enlil decide vengarse y manda a los nómadas gutis contra la ciudad, los cuales arrasan con todo indicio de civilización. Este desastre hace que hasta el mismo Enlil se lamente, retirándose a ayunar. Los otros dioses, precupados por él, maldicen a la tierra de Acadia, tras lo cual llega la muerte y el olvido.
La ciudad de Acadia también es mencionada por primera vez en el Antiguo Testamento, en el Génesis, donde se menciona que fue fundada por Nemrod, el mismo al que atribuye la fundación de Babilonia, de Erek (Uruk), todas ellas en la tierra de Senaar, Sumeria.